# Zamia grijalvensis
Zamia grijalvensis — вид саговникоподібних з родини замієвих (Zamiaceae). Місцем проживання цього виду є Мексика (Чьяпас).